# 1087 (album)
Pour les articles homonymes, voir 1087.
Albums de Elva Hsiao
Fifth Avenue
(2003) 3-Faced Elva
(2008)
1087 est le 8ealbum de Elva Hsiao, et son 1er sorti sous le label Warner Music le 22 décembre 2006 à Taïwan, une nouvelle version intitulé 1087+139 sort le 11 mai 2007. Il sort en format CD+DVD ainsi que la nouvelle version qui comporte un DVD différent.

## Liste des titres
| 1.  | Biao Bai (表白; Confession)                               | 3:29 |
| 2.  | Ran Hou (然後; Afterwards)                                | 3:46 |
| 3.  | Honey Honey Honey                                         | 3:43 |
| 4.  | Bu Yuan (不遠; Not Far Away)                              | 4:00 |
| 5.  | L.o.V.e                                                   | 3:08 |
| 6.  | Free                                                      | 3:24 |
| 7.  | Wo De Nan Peng You (我的男朋友; My Boyfriend)             | 3:57 |
| 8.  | Dai Yan Ren (代言人; Spokesman)                           | 4:22 |
| 9.  | Hou Lai De Wo Men (後來的我們; After Us)                  | 4:21 |
| 10. | Xi Deng (熄燈; Extinguish the Light)                      | 3:53 |
| 11. | You & Me                                                  | 3:49 |
| 12. | Wo Yao De Shi Jie (我要的世界; World I Want)+Hidden Track | 9:14 |

| 1. | 1087 Days |  |

| 1. | Singing Lessons      |  |
| 2. | Five K-MVs           |  |
| 3. | Rehabilitation Diary |  |